# Saint-Sauves-d'Auvergne
 Saint-Sauves-d'Auvergne  là một xã ở tỉnh Puy-de-Dôme trong vùng Auvergne-Rhône-Alpes miền trung nước Pháp.